# Vérkhniaia Lugovatka
Vérkhniaia Lugovatka (en rus: Верхняя Луговатка) és un poble de l'óblast de Vorónej, a Rússia, segons el cens del 2010 tenia 576 habitants.